# Det Kongelige Garnisonsbibliotek
Det Kongelige Garnisonsbibliotek er et dansk militærbibliotek som blev grundlagt i 1785.

## Oprettelsen
Biblioteket oprettedes samtidig med "Det kongelige Militaire Selskab" som følge af kongelig resolution af 14. oktober 1785 og blev placeret i Gjethuset i København. Der havde i forvejen i en årrække været afholdt oplysende foredrag og lignende på stedet for unge officerer, men når disse var overstået, havde tilhørerne ingen steder at gå hen for at fortsætte diskussionen.
General von Huth var idémanden bag oprettelsen af selskabet og dets bibliotek, og han boede selv i en af Gjethusests fløje. Det krævede dog en del ombygning at indrette sig, og selskabet og biblioteket blev først åbnet for offentligheden i 1787. Biblioteket indeholdt en bogsamling, der var passende læsning for officerernes uddannelse, således værker der behandlede dansk og svensk geografi og historie, det 18. århundredes største feltherrers historie, bøger om krigskunsten, atlasser og kort på pap samt træklodser, der kunne anvendes til krigsspil. Biblioteket lededes af kaptajn Werner Hans Frederik Abrahamson, og han sørgede personligt for, at bibliotekets bogsamling omfattede mere end bare militære fagbøger, således at der efterhånden blev opbygget en samling, der gjorde Garnisonsbiblioteket til et betydeligt hovedbibliotek. Han fik samlet en kreds af officerer samt kronprins Frederik til at yde et fast årligt beløb til bogindkøb, fra 1791 således 100 rigsdaler om året, og bogsamlingens kataloger viser stigningen fra 383 bind i 1793 til 1053 bind i 1803.

## 1800-tallet
Efter Slaget på Reden prioriteredes uddanelsen af officerer bl.a. ved oprettelsen af en 3. klasse med en kortere uddannelse. Dette skabte pladsmangel i Gjethuset, hvor bl.a. Artilleri-Kadet-Instituttet befandt sig, og det militære selskabs lokaler blev beslaglagt til dets brug. Biblioteket blev derimod ændret til en selvstænding institution med en årlig statslig bevilling på 800 rigsdaler til bogindkøb. Biblioteket blev samtidig flyttet op på første sal af Gjethuset.
27. februar 1802 stadfæstedes love for biblioteket, som bl.a. fastlagde, at direktionen af biblioteket skulle bestå af en fast økonomidirektør af officerer fra hvert regiment eller korps i byen, og at den skulle mødes en gang om måneden. Der var åbent for alle officerer hver dag mellem 10 og 13, men udlånstilladelse kunne kun opnås, hvis man skænkede en bog til biblioteket til en værdi af 4 rigsdaler eller betalte et lignende beløb til økonomidirektøren. Herefter fik man lov til at låne et bind i 14 dage ad gangen.
Forholdene blev snart for små, og udgifterne oversteg indtægten, og biblioteket omordnedes i 1818. I 1830 oprettedes den militære højskole på Gjethuset, og biblioteket blev underlagt dette. 1856 ønskede Det Kongelige Teater at udvide sine bygninger og bad derfor om at måtte anvende en del af den plads, Gjethuset, som var dets nabo, optog. Dette betød en indskrænkning af bibliotekets lokaler, og den allerede tidligere fremlagte plan om at slå alle de militære biblioteker i København sammen til et blev igen fremlagt. Den blev dog også denne gang afvist, og biblioteket forblev i de trange og aldrende bygninger i Gjethuset. Først i 1869 efter talrige klager fra bibliotekarerne om, at regnvand dryppede ned igennem taget til læsesalen, blev biblioteket flyttet til det gamle Landkadetakademi i Fredericiagade/Bredgade. Biblioteket voksede i denne tid stærkt, fra 8.700 bind ved flytningen havde det i 1879 næsten 13.000 bind. I 1879 stod flere militære foreninger uden lokaler, og da de i fællesskab fik lovning på lejemål i Industriforeningens udstillingsbygning på Vesterbrogade, blev det samtidig bestemt at flytte Garnisonsbiblioteket til samme lokalitet. Dette skete i december 1882.

## Nyere tid
Med den nye hærlov i 1913 flyttedes dele af de jysk-fynske afdelinger til Sjælland, og flere garnisonsbiblioteker fulgte med. Dette førte til fornyet diskussion om tanken om at centralisere de militærebiblioteker i København, og ved kundgørelse af 24. februar 1917 blev det besluttet at gøre Garnisonsbiblioteket til et centralt, militært bibliotek, og indskrænke resten af de militære biblioteker til specialbiblioteker med speciale i de respektive garnisoners interesser. I 1923 flyttede biblioteket desuden til lokaler i Domus Medica i Amaliegade 5, men allerede i 1929 blev de flyttet tilbage til Rådhuspladsen i De Forenede Bryggeriers bygning på Vestre Boulevard. I løbet af 1930'erne og 1940'erne, hvor biblioteket opnåede status som hovedbibliotek, var bogbestanden vokset ud over bibliotekets lokalers kapacitet, og man var blevet nødt til at oplagre dele af samlingen i kasser i Christian 4.s Bryghus og i Hærens Brødfabrik på Kastellet. I 1950 fik biblioteket endnu en bogsamling, idet det overtog overskuddet ved en reduktion af Hærens Officersskoles bibliotek. Dette førte til en betænkning over ændring af bibliotekets forhold, der i 1959 førte til, at Garnisonsbiblioteket blev udnævnt til Centralbibliotek, og resten af de militære biblioteker blev reduceret til special- eller håndbiblioteker, som sorterede under Garnisonsbiblioteket. Dette medførte indlevering af store bogsamlinger fra de resterende biblioteker til Garnisonsbiblioteket, som allerede havde pladsmangel. Det blev stillet i udsigt, at Garnisonsbiblioteket kunne flytte ind i lokaler på Kastellet, så snart disse var blevet istandsat. Dette skete først i juni 1969, hvor biblioteket blev indrettet i østre fløj af Søndre Magasin på Kastellet. I de nye lokaler havde biblioteket endelig, især efter en udbygning i 1970, fået tilstrækkelig plads til sine efterhånden 115.000 bind, og bogsamlingen kunne nu samles fra de mange magasiner.
I perioden 1958-1999 udgaves tidsskriftet Nyt fra det Kongelige Garnisonsbibliotek med artikler om bibliotekets aktiviteter og administration.
Pr 1. januar 2001 blev Garnisonsbiblioteket sammen med Marinens Bibliotek (MAB) på Nyholm, København og Flyvevåbnets Bibliotek (FLB) i Jonstruplejren, Ballerup, og en række store værnsfælles uddannelses- og forskningsinstitutioner administrativt underlagt Forsvarsakademiet under navnet Forsvarets Bibliotek. I juni 2010 blev værnsbibliotekerne sammen med Forsvarsakademiets Bibliotek (FAKBIB) på Svanemøllens Kaserne, København, samlet fysisk på Kastellet.